# Johannes Eggestein
Johannes Eggestein (Hannover, Baja Sajonia, 8 de mayo de 1998) es un futbolista alemán. Juega de delantero y su equipo es el F. K. Austria Viena de la Bundesliga.

## Trayectoria

### Juveniles
Johannes comenzó a jugar al fútbol a los 4 años en el TSV Havelse. Fue convocado para jugar la Copa E.ON Avacon sub-13 del 2011 con un combinado de Hannover del Oeste, les tocó en el grupo 3, disputaron 6 partidos y Johannes fue el máximo artillero del grupo con 13 goles. Clasificaron a la ronda final con los mejores de cada grupo, jugaron 7 partidos, ganaron 5, empataron 1 y perdieron el restante, lo que les permitió coronarse campeones de la Copa.
En la temporada 2011-12 anotó 19 goles con la sub-15 de club. Jugó la temporada 2012-13 con la sub-17 del TSV Havelse dando 3 años de ventaja, en la que fue figura de su equipo y anotó 28 goles en 19 partidos.
Sus buenos rendimientos tanto en su club como en la selección alemana, llevaron a que Werder Bremen lo contrate, fichó para la temporada 2013/14.
Jugó en la Bundesliga sub-17, dando 2 años de ventaja. Debutó en la fecha 1 el 11 de agosto de 2013, como titular, ante CZ Jena anotó su primer gol con Werder Bremen y ganaron 2 a 0. En la fecha 9 contra Hannover 96, marcó su primer doblete y ganaron 3 a 2.
Tuvo una gran primera temporada, en la que disputó las 26 fechas jugadas, y con 19 goles fue el pichichi del torneo. Werder Bremen quedó en tercer lugar, sin posibilidades de pelear por el título.
En la temporada 2014-15 volvió a jugar en la categoría sub-17. El primer partido fue el 17 de agosto de 2014, se enfrentaron a Concordia, anotó dos goles y ganaron 4 a 1. Tuvo un gran primer semestre, por lo que fue convocado para defender al club en la categoría sub-19 debido a la lesión de un jugador. Debutó con la sub-19 el 8 de febrero de 2015, se enfrentó al Dinamo Dresde, a pesar de dar ventaja con la edad, mostró su calidad al anotar 5 goles, ganaron 6 a 1. Luego fue llamado para jugar el 25 de abril, se enfrentó al Hamburgo y perdieron 4 a 2, pero Johannes anotó un gol y brindó la asistencia en el restante.
Werder Bremen quedó en quinta posición con la sub-17, Eggestein estuvo presente en 25 partidos, anotó 22 veces y concretó 6 pases de gol. Fue el capitán del equipo en varias ocasiones y nuevamente se coronó como el goleador de la temporada, anotó tres dobletes, un hat-trick y un póker. La sub-19 terminó en séptima posición.
Para la temporada 2015/16, fue ascendido a la categoría sub-19. Debutó el 16 de agosto de 2015 en la fecha 1, su rival fue Holstein Kiel, le marcó un tanto al minuto 70 y ganaron 5 a 2.  
El 2 de septiembre entrenó por primera vez con el plantel profesional del Werder Bremen.
Johannes defendió a la sub-19 del club en la temporada, mostró un gran nivel, ya que en la Bundesliga regional anotó 33 goles en 26 partidos, fue el goleador del torneo y salieron campeones.
Además, jugó la Copa de Alemania juvenil, quedaron eliminados en la semifinal, pero colaboró con 2 goles y 2 asistencias en los 3 partidos que disputaron.

### Werder Bremen
El 10 de julio de 2016, comenzó la pretemporada con el primer equipo de Werder Bremen.
Jugó su primer partido amistoso con los profesionales el 12 de julio, se enfrentaron Altglienicke y ganaron 2 a 1, Johannes ingresó en el segundo tiempo.
Luego, el 16 de julio, se midieron ante la selección de Neuruppin, estuvo los 90 minutos en cancha y se despachó con un triplete.
Tuvo participación en la mayoría de partidos amistosos, jugó contra 1860 Múnich, Huddersfield Town, Real Betis, Dinamo Dresde, Chelsea, y Meppen. Culminó con dos anotaciones más, ante Dynamo y Meppen.
Debutó oficialmente el 21 de agosto de 2016, fue en la primera ronda de la Copa de Alemania, se enfrentaron a Sportfreunde Lotte, Johannes ingresó en el minuto 62, pero perdieron 2 a 1. Jugó su primer partido con 18 años y 105 días, utilizó la camiseta número 24.
Luego lo pasaron a la reserva del club, para que tenga continuidad y siga formándose. Debutó en tercera división el 26 de agosto, fue titular, anotó un gol y derrotaron 4-2 al VfL Osnabrück.

## Selección nacional
Ha sido internacional con la selección de Alemania en las categorías sub-15, sub-16 y sub-17.
Debutó el 7 de noviembre de 2011 con la sub-15, se enfrentó a su similar de Corea del Sur en un partido amistoso, al minuto 38 anotó su primer gol con la selección y empataron 1 a 1. La revancha fue jugada dos días después, nuevamente anotó un tanto y ganaron 1 a 0. Disputó un total de 7 partidos con la sub-15, y anotó 4 goles.
Continuó el proceso y fue llamado a la sub-16 alemana. Su primer partido de la categoría fue el 13 de septiembre de 2013, se enfrentó a Bélgica en un amistoso y perdieron 4 a 1. El 14 de noviembre, jugó contra Chipre y anotó sus dos primeros goles con la categoría, ganaron 5 a 1. Marcó su primer hat-trick con Alemania el 25 de marzo de 2014, su rival fue República Checa y lo derrotaron por 5 goles a 1. Completó 9 partidos jugados con la sub-16, en los cuales marcó 9 goles y brindó 2 asistencias.
Fue parte del plantel que disputó el Campeonato de Europa Sub-17 de la UEFA 2015. Jugó 7 encuentros y anotó 3 goles. Alemania perdió en la final con Francia, 4 a 1 con un triplete de Odsonne Edouard.
Alemania clasificó a la Copa Mundial de Fútbol Sub-17 de 2015 con sede en Chile. Johannes fue confirmado por el entrenador Christian Wück para ser parte del plantel alemán mundialista.
Debutó a nivel mundial el 18 de octubre de 2015 contra Australia, utilizó el dorsal número 9, fue titular, anotó un doblete, Alemania impuso su nivel y ganaron 4 a 1. El segundo partido del grupo fue contra Argentina, nuevamente anotó un gol, triunfaron por 4 tantos a 0 y clasificaron a octavos de final. El último partido de la fase de grupos fue contra México, jugó como titular, convirtió su cuarto gol pero perdieron 2 a 1. En octavos de final, se enfrentaron a Croacia y fueron derrotados 2 a 0. Eggestein disputó 4 partidos, anotó 4 goles y logró la bota de plata.
El 15 de junio de 2016, fue reservado para jugar el Campeonato Europeo sub-19 dando un año de ventaja, pero finalmente no fue confirmado en la lista definitiva.
Jojo fue citado para comenzar el proceso de la selección sub-19, esta vez con la edad de la categoría. Debutó con la sub-19 el 2 de septiembre, fue titular contra Rusia y perdieron 1 a 0. Tres días después se enfrentaron a Países Bajos, nuevamente fue titular, pero fueron vencidos 1-2.
Fue convocado por el entrenador Frank Kramer para jugar la fase de clasificación al Campeonato Europeo sub-19 de 2017.

### Participaciones en juveniles
| Competición                                                     | Sede     | Resultado        | Partidos | Goles | Asistencias |
| --------------------------------------------------------------- | -------- | ---------------- | -------- | ----- | ----------- |
| Ronda Élite para el Campeonato de Europa Sub-17 de la UEFA 2015 | Alemania | Clasificó        | 3        | 2     | 1           |
| Campeonato de Europa Sub-17 de la UEFA 2015                     | Bulgaria | Subcampeón       | 4        | 1     | 1           |
| Copa Mundial Sub-17 de 2015                                     | Chile    | Octavos de final | 4        | 4     | 0           |

## Estadísticas

### Clubes
Actualizado al 17 de mayo de 2025.
| Club                          | Div.          | Temporada     | Liga  | Liga  | Copas nacionales | Copas nacionales | Torneos internacionales | Torneos internacionales | Total | Total |
| Club                          | Div.          | Temporada     | Part. | Goles | Part.            | Goles            | Part.                   | Goles                   | Part. | Goles |
| ----------------------------- | ------------- | ------------- | ----- | ----- | ---------------- | ---------------- | ----------------------- | ----------------------- | ----- | ----- |
| Werder Bremen · Alemania      | 1.ª           | 2016-17       | 0     | 0     | 1                | 0                | —                       | —                       | 1     | 0     |
| Werder Bremen · Alemania      | 1.ª           | 2017-18       | 7     | 0     | 1                | 0                | —                       | —                       | 8     | 0     |
| Werder Bremen · Alemania      | 1.ª           | 2018-19       | 23    | 4     | 5                | 1                | —                       | —                       | 28    | 5     |
| Werder Bremen · Alemania      | 1.ª           | 2019-20       | 14    | 1     | 1                | 0                | —                       | —                       | 15    | 1     |
| Werder Bremen · Alemania      | 1.ª           | 2020-21       | 2     | 0     | 1                | 0                | —                       | —                       | 3     | 0     |
| LASK Linz · Austria           | 1.ª           | 2020-21       | 28    | 12    | 5                | 6                | 6                       | 2                       | 39    | 20    |
| LASK Linz · Austria           | Total club    | Total club    | 28    | 12    | 5                | 6                | 6                       | 2                       | 39    | 20    |
| Werder Bremen · Alemania      | 2.ª           | 2021-22       | 1     | 0     | —                | —                | —                       | —                       | 1     | 0     |
| Werder Bremen · Alemania      | Total club    | Total club    | 47    | 5     | 9                | 1                | 0                       | 0                       | 56    | 6     |
| Royal Antwerp F. C. · Bélgica | 1.ª           | 2021-22       | 18    | 0     | 1                | 0                | 6                       | 0                       | 25    | 0     |
| Royal Antwerp F. C. · Bélgica | Total club    | Total club    | 18    | 0     | 1                | 0                | 6                       | 0                       | 25    | 0     |
| F. C. St. Pauli · Alemania    | 2.ª           | 2022-23       | 21    | 5     | 2                | 0                | ―                       | ―                       | 23    | 5     |
| F. C. St. Pauli · Alemania    | 2.ª           | 2023-24       | 29    | 9     | 4                | 2                | ―                       | ―                       | 33    | 11    |
| F. C. St. Pauli · Alemania    | 1.ª           | 2024-25       | 27    | 3     | 2                | 1                | ―                       | ―                       | 29    | 4     |
| F. C. St. Pauli · Alemania    | Total club    | Total club    | 77    | 17    | 8                | 3                | 0                       | 0                       | 85    | 20    |
| F. K. Austria Viena · Austria | 1.ª           | 2025-26       | 0     | 0     | 0                | 0                | 0                       | 0                       | 0     | 0     |
| F. K. Austria Viena · Austria | Total club    | Total club    | 0     | 0     | 0                | 0                | 0                       | 0                       | 0     | 0     |
| Total carrera                 | Total carrera | Total carrera | 170   | 34    | 23               | 10               | 12                      | 2                       | 205   | 46    |

### Selección nacional
Actualizado al 5 de septiembre de 2016.
Último partido citado: Alemania 1 - 2 Países Bajos
| Sub-15 · Alemania | 2012-13       | - | - | - | - | 7  | 4  | 7  | 4  |
| Sub-15 · Alemania | Total sel.    | - | - | - | - | 7  | 4  | 7  | 4  |
| Sub-16 · Alemania | 2013-14       | - | - | - | - | 9  | 9  | 9  | 9  |
| Sub-16 · Alemania | Total sel.    | - | - | - | - | 9  | 9  | 9  | 9  |
| Sub-17 · Alemania | 2014-15       | 7 | 3 | - | - | 7  | 3  | 14 | 6  |
| Sub-17 · Alemania | 2015-16       | - | - | 4 | 4 | 0  | 0  | 4  | 4  |
| Sub-17 · Alemania | Total sel.    | 7 | 3 | 4 | 4 | 7  | 3  | 18 | 10 |
| Sub-19 · Alemania | 2016-17       | 0 | 0 | - | - | 2  | 0  | 2  | 0  |
| Sub-19 · Alemania | Total sel.    | 0 | 0 | - | - | 2  | 0  | 2  | 0  |
| Total carrera | Total carrera | 7 | 3 | 4 | 4 | 25 | 16 | 36 | 23 |
| (1)Incluidos los datos del Campeonato de Europa Sub-17 de la UEFA (2015) (2)Incluidos los datos de la Copa Mundial Sub-17 (2015) |               |   |   |   |   |    |    |    |    |

## Palmarés

### Distinciones individuales
| Distinción                                                | Año  |
| --------------------------------------------------------- | ---- |
| Goleador de la Bundesliga Norte/Noreste sub-17 (20 goles) | 2014 |
| Goleador de la Bundesliga Norte/Noreste sub-17 (22 goles) | 2015 |
| Bota de Plata de la Copa Mundial Sub-17 (4 goles)         | 2015 |
| Goleador de la Bundesliga Norte/Noreste sub-19 (33 goles) | 2016 |